# Jurkowo (wieś w województwie wielkopolskim)
Jurkowo – wieś w Polsce, położona w województwie wielkopolskim, w powiecie kościańskim, w gminie Krzywiń.
| SIMC    | Nazwa        | Rodzaj                  |
| ------- | ------------ | ----------------------- |
| 0372612 | Jurkowo-Huby | przysiółek              |
| 0372569 | Kuszkowo     | przysiółek (do 2023 r.) |
| 0372859 | Stary Dębiec | przysiółek (do 2023 r.) |

W latach 1975–1998 wieś administracyjnie należała do województwa leszczyńskiego.
W okresie Wielkiego Księstwa Poznańskiego (1815-1848) miejscowość wzmiankowana jako Jurkowo należała do wsi więkezych w ówczesnym pruskim powiecie Kosten rejencji poznańskiej. Jurkowo należało do okręgu krzywińskiego tego powiatu i stanowiło siedzibę majątku, którego właścicielem był wówczas (1846) Kajetan Morawski. Według spisu urzędowego z 1837 roku Jurkowo liczyło 296 mieszkańców, którzy zamieszkiwali 23 dymy (domostwa).
W Jurkowie urodzili się:
- Józef Feliks Rogaliński herbu Łodzia – ksiądz, matematyk, fizyk, teoretyk wojskowości, astronom i kaznodzieja. Studiował prawo, teologię i filozofię w Rzymie, następnie nauki fizyczne i matematyczne w Paryżu.
- Kajetan Dzierżykraj-Morawski – polski dyplomata, polityk, działacz społeczny i publicysta, minister Spraw Zagranicznych Rzeczypospolitej Polskiej,
- Kazimierz Morawski – polski filolog klasyczny, historyk, profesor i rektor Uniwersytetu Jagiellońskiego, prezes Polskiej Akademii Umiejętności, kandydat na urząd Prezydenta RP.